# Sidley Austin
Sidley Austin LLP, già conosciuta con il nome Sidley Austin Brown & Wood LLP, è una delle più antiche ditte di avvocatura del mondo. È la sesta maggiore compagnia di avvocatura negli Stati Uniti, impiega 1900 avvocati, ha un budget annuale di più di un miliardo di dollari e uffici in 19 città in tutto il mondo, con l'ultima apertura di sede a Century City nel giugno del 2015. È una ditta che offre servizi legali di ogni genere, con esperienza particolare in materia di transazioni e liti. La sua prima sede fu fondata nel 1866 ed ebbe Mary Todd Lincoln, la vedova del presidente statunitense Abramo Lincoln, tra i propri clienti iniziali. La ditta fu fondata dall'unione della ditta Sidley & Austin che aveva la propria sede a Chicago, fondata nel 1866, e la ditta Brown & Wood, fondata nel 1914 con sede a New York. L'unione fu completata nel maggio del 2001.
Nel 2014, essa risultava al 13º posto tra le cento ditte di avvocatura più famose del mondo e al 9º posto negli Stati Uniti.

## Storia

### Origine a Chicago
La ditta che diventò poi Sidley Austin fu fondata a Chicago nel 1866 da Norman Williams e John Leverett Thompson con la partnership di Williams & Thompson. Uno dei primi clienti della compagnia fu la Pullman Company, la fabbrica americana specializzata in carrozze letto. Altri clienti degli inizi includono la Western Union e la Telegraph Company, che spostò il proprio quartier generale del Midwest da Cleveland a Chicago nel 1869. Dopo il Grande incendio di Chicago nel 1871, la ditta rappresentò numerose compagnie assicurative inclusa la Equitable Life Assurance Society. Alla fine dell'Ottocento, Williams & Thompson divennero consiglieri di alcune fabbriche di materiale ferroviario e compagnie ferroviarie che si stavano espandendo verso l'ovest, e si specializzarono avendo ottenuto un LLB allo Union College of Law e più tardi un M.A. alla Harvard Law School. Nel 1913, il nome della ditta fu cambiato in Holt, Cutting & Sidley, sebbene fosse Sidley la personalità guida per la ditta di Chicago nel XX secolo. Tre anni dopo, la ditta che ora aveva 50 anni di attività, era formata da quattro partner, quattro impiegati (associati) e dieci impiegati di staff con un budget di circa 100.000 dollari (corrispondenti più o meno a 1.9 milioni di dollari americani del 2008).
Colpita dalla Grande depressione, la ditta fece l'esperienza di una caduta drammatica fino a quando con il New Deal negli anni trenta il mercato dei capitali fu rinvigorito. La ditta rappresentava Halsey, Stuart & Co., un gruppo di underwriter con base a Chicago, che fecero una delle prime transazioni sotto le Securities Act of 1933. Nel 1944, il nome fu cambiato in Sidley, Austin, Burgess & Harper e accorciato a Sidley & Austin nel 1967.

### Verso un profilo di impresa nazionale
Dopo la Seconda guerra mondiale, Sidley, Austin iniziò ad espandersi oltre i propri confini territoriali di Chicago poiché molti dei suoi clienti entrarono in nuovi mercati. Nel 1969, fu fondata la sede a Washington che sarebbe presto divenuta di importanza basilare nell'ambito legale concernente quella città attraverso la rappresentanza legale di American Medical Association, American Bar Association e della International Minerals & Chemical Corporation. La ditta si specializzò sull'antitrust e la rappresentanza di clienti di fronte alla Federal Trade Commission.
Sidley & Austin fu, assieme ad altre ditte di avvocatura, colpita dalla Savings & Loan Crisis e fu costretta a pagare 7 milioni e mezzo di dollari per sistemare la disavventura legale accaduta a causa della rappresentanza di Lincoln Savings and Loan Association. Tale lavoro legale fu descritto nel libro di Ralph Nader e Wesley J. Smith, No Contest: Corporate Lawyers and the Perversion of Justice in America.

### Espansione e consolidamento
Sidley & Austin si espanse moltissimo negli anni settanta e ottanta. Nel 1972, alla ditta si unirono 50 avvocati di Chicago provenienti dalle ditte Leibman, Williams, Bennett, Baird & Minow. Furono aperti uffici a Londra, Los Angeles, Singapore e New York.
Nel 2001, la ditta si unì alla Brown & Wood, una ditta di avvocatura con sede a New York fondata nel 1914 che aveva nel proprio organico 400 avvocati e uffici a Washington, San Francisco e Los Angeles e oltre oceano a Londra, Pechino e Hong Kong (dove veniva praticata la legge inglese assieme a quella americana). Brown & Wood era conosciuta per la propria specializzazione in securities, structured finance e securitization practices. Brown & Wood aveva i propri uffici nel World Trade Center. La ditta era conosciuta come Sidley Austin Brown & Wood fino a che il nome fu corretto nel 2006.

## Riconoscimenti e meriti
La ditta appare frequentemente al top degli organici dei collaboratori di varie industrie di alto livello. Nel 2005, il BTI Consulting Group mise Sidley nella propria lista di clienti più famosi (Client Service Hall of Fame) e fu una delle sole due ditte di avvocatura ad apparire in tale lista tra i Top 10 per 5 anni consecutivi— e fu nominata la n. 1 tra le Power Elite Firm per il 2005. La ditta risulta anche in 14 categorie su The American Lawyer's Corporate Scorecard, piazzandosi al primo posto per il proprio ruolo di consulente principale in materia di equità offerta dalle compagnie americane, in materia di grado di investimenti e debito e  REIT. Altri recenti riconoscimenti includono nel 2005 il Catalyst Award, conferito alla ditta per le iniziative impressionanti nel promuovere l'avvocatura femminile, e per il secondo anno consecutivo al n. 1 nella classifica redatta da Thomson Financial come principali consiglieri per il debito americano e le attività correlate all'equità.
La ditta è particolarmente conosciuta per le proprie pratiche di sicurezza e le proprie pratiche di commercio internazionale, in entrambe risultando al primo posto nelle classifiche corrispettive specializzate della Chambers and Partners. Attualmente lavora con la Airbus/Comunità europea nella controversia al WTO con la Boeing/Stati Uniti. Il gruppo è stato di recente nominato il gruppo di legali del WTO dell'anno e sta al primo posto, prima di Wilmer Hale e Steptoe & Johnson, tra le prime ditte di legali europee. La sua pratica di appellarsi alla Corte suprema degli Stati Uniti d'America e anche particolarmente conosciuta ed è stata illustrata da USA Today, BusinessWeek, e da American Lawyer, da Legal Times, e da National Law Journal.

## Sedi
- Pechino
- Boston
- Bruxelles
- Century City
- Chicago
- Dallas
- Ginevra
- Hong Kong
- Houston
- Londra
- Los Angeles
- Monaco di Baviera
- New York
- Palo Alto
- San Francisco
- Shanghai
- Singapore
- Sydney
- Tokyo
- Washington

## Sidley durante l'11 settembre
L'attacco terroristico dell'11 settembre 2001, colpì direttamente gli impiegati della Sidley Austin. Prima della fusione tra Sidley Austin e Brown & Wood, che avvenne proprio quattro mesi prima degli attacchi terroristici dell'11 settembre, 2001, l'ufficio principale di Brown & Wood si trovava nel World Trade Center, mentre la Sidley & Austin aveva di recente aperto un piccolo ufficio a New York sulla Third Avenue. Tra i 600 impiegati che lavoravano al World Trade Center ai tempi dell'attacco, una morì, una lavoratrice di supporto allo staff di nome Rosemary Smith.
Sidley Austin riaprì i propri uffici di New York lunedì, 17 settembre presso il vecchio ufficio della Sidley & Austin sulla Third Avenue che aveva pensato di chiudere il 16 settembre. Invece furono affittati quattro piani extra nello stesso stabile in un accordo raggiunto tre ore dopo il collasso del World Trade Center. Sidley Austin più tardi aprì un ufficio permanente sulla Seventh Avenue in luglio del 2002.

## Cambi di nome
Negli anni venti, la ditta si chiamava Cutting, Moore & Sidley.  In seguito ad un certo numero di cambiamenti, fu conosciuta per molti anni come Sidley & Austin fino a che si unì alla  Brown & Wood di New York negli anni novanta. Il nome fu cambiato in Sidley Austin LLP il 1º gennaio, 2006.